# 1937 في كولومبيا
فيما يلي قوائم الأحداث التي وقعت خلال عام 1937 في كولومبيا.

## سياسة

### انتهاء فترة المنصب
- 1 فبراير – خورخي إلييثير جايتان عمدة بوغوتا [الإنجليزية]‏.

## مواليد

### يناير
- 1 يناير – إفراين غوزمان

### أغسطس
- 19 أغسطس – هيرنان ميدينا كالديرون درّاج طريق كولومبي.

### سبتمبر
- 26 سبتمبر – ليساندرو ميزا موسيقي كولومبي.

## وفيات

### يوليو
- 6 يوليو – كارلوس يوجينيو ريستريبو (مواليد 1867)